# بانجانية
البانجانية (الاسم العلمي: Bangiophyceae) هي طائفة من النباتات الحمراء تتبع الشعيبة الطحالب الحيمورية الحقيقية.

## التصنيف
- البانجانيات
  - البانجيات
    - البانجات